# Mangoup
Mangoup (en ukrainien et en russe : Мангуп ; en tatar : Mangup ; en grec Θεοδωρώ ou Δώρως/Doros), ou Mangoup Kale, est une ancienne forteresse située au sud-ouest de la Crimée, à 21 km à l'est de Sebastopol, à proximité de la route reliant les localités de Ternivka et Zalisne. Elle est bâtie sur un vaste plateau qui s'élève de 250 à 300 mètres environ au-dessus des vallées environnantes, protégée naturellement de trois côtés par des falaises à pic. La muraille d'enceinte a environ 1 500 mètres de long, la longueur totale des fortifications (y compris les barrières rocheuses naturelles de 20 à 70 m de hauteur) est de 6 600 m. Le site comporte de nombreuses sources.
La cité fait partie de la liste indicative au titre du Paysage culturel des villes troglodytes de la Gothie de Crimée.

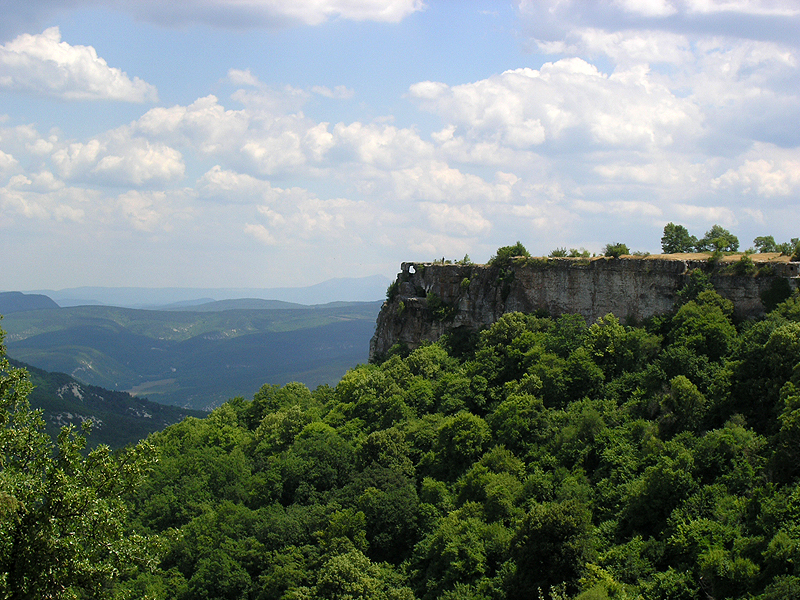
Le site de Mangoup classé[2].
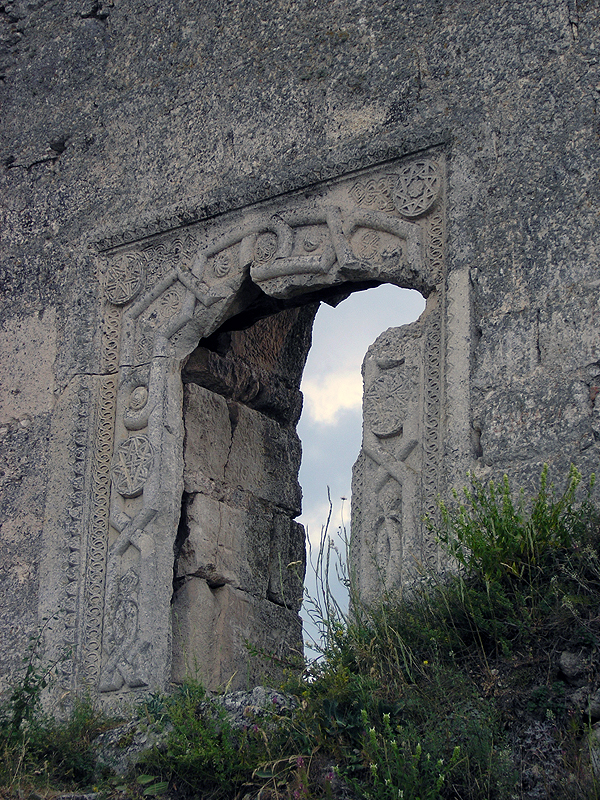
Ruines de la forteresse
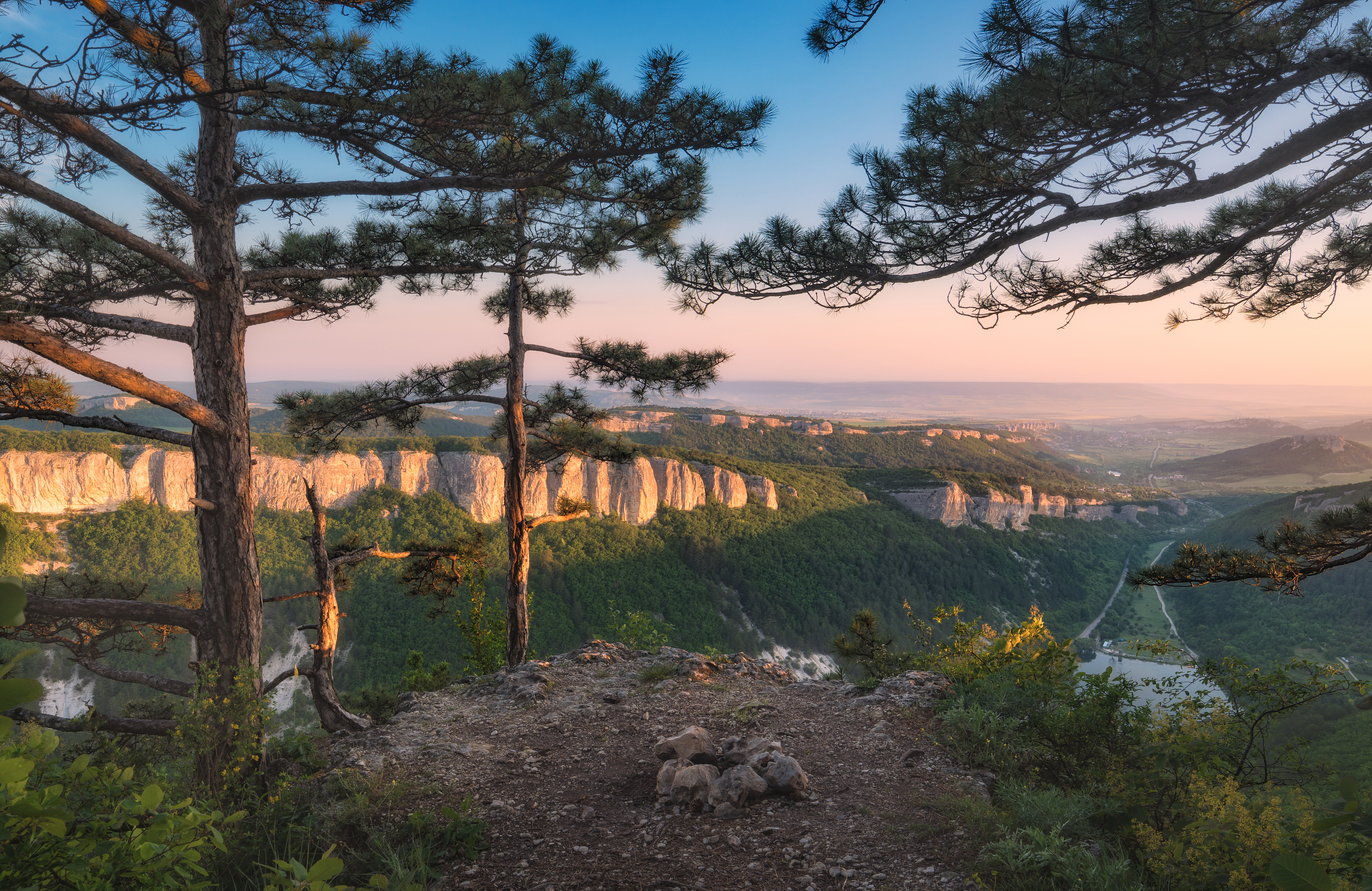
Le site de Mangoup, encore. Mai 2017.

La forteresse remonte au IIIe siècle de notre ère et fut probablement fondée par des Goths et des Alains. Au VIIIe siècle, elle tomba au pouvoir des Khazars, qui édifièrent de nouveaux éléments de fortification ; elle resta sous domination khazare jusqu'au milieu du IXe siècle. Assiégée tour à tour par la Rus' kiévienne et par les tribus Kiptchaks, gravement endommagée au XIe siècle par un tremblement de terre, elle fait alors partie du thème byzantin de Cherson. En 1204, lors de la quatrième croisade, ce thème échoit à l'empire grec de Trébizonde (situé de l'autre côté de la mer Noire, dans la région du Pont et gouverné par les Comnènes), puis, en 1235, à l'empire grec de Nicée (gouverné par les Paléologues) : il est alors connu sous le nom de Gazarie et son siège est la forteresse et la ville de Doros qui s'étale à ses pieds. En 1362, le basileus Jean V Paléologue confie le thème à l'un de ses parents, le thémarque Démetrios Paléologue Gavras, fondateur d'une dynastie de souche mi-byzantine, mi-arménienne et alliée par mariage avec les Comnènes : cette dynastie fait de Théodoros une principauté indépendante, qui résiste aux Tatars et dont Doros est la capitale.
Durant cette période (XIIIe siècle), outre les Grecs de la Mer Noire, des Arméniens tcherkessogaïs peuplent la région, comme en témoigne la présence de nombreuses églises et monastères arméniens tel celui de la Sainte-Croix de Sourkhat (ou Solhat). Doros parvint à préserver son autonomie durant la conquête de la Crimée par les Mongols, mais fut obligée de payer un tribut au Grand Khan. C'est sous les Mongols qu'apparaît le nom de Mangoup.
Au XVe siècle, en 1475, Mangoup est prise par les Ottomans, sous le commandement de Gedik Ahmed Pacha, après cinq mois de siège. Ceux-ci, après l'avoir aménagée pour en faciliter l'usage à leur artillerie, utilisèrent cette place forte stratégique durant plus de 300 ans, durant lesquels elle fut administrée directement par l'Empire ottoman. La garnison turque finit par l'abandonner en 1774. En 1792, année du rattachement à l'Empire russe, les derniers habitants, des Karaïtes, quittèrent la ville.

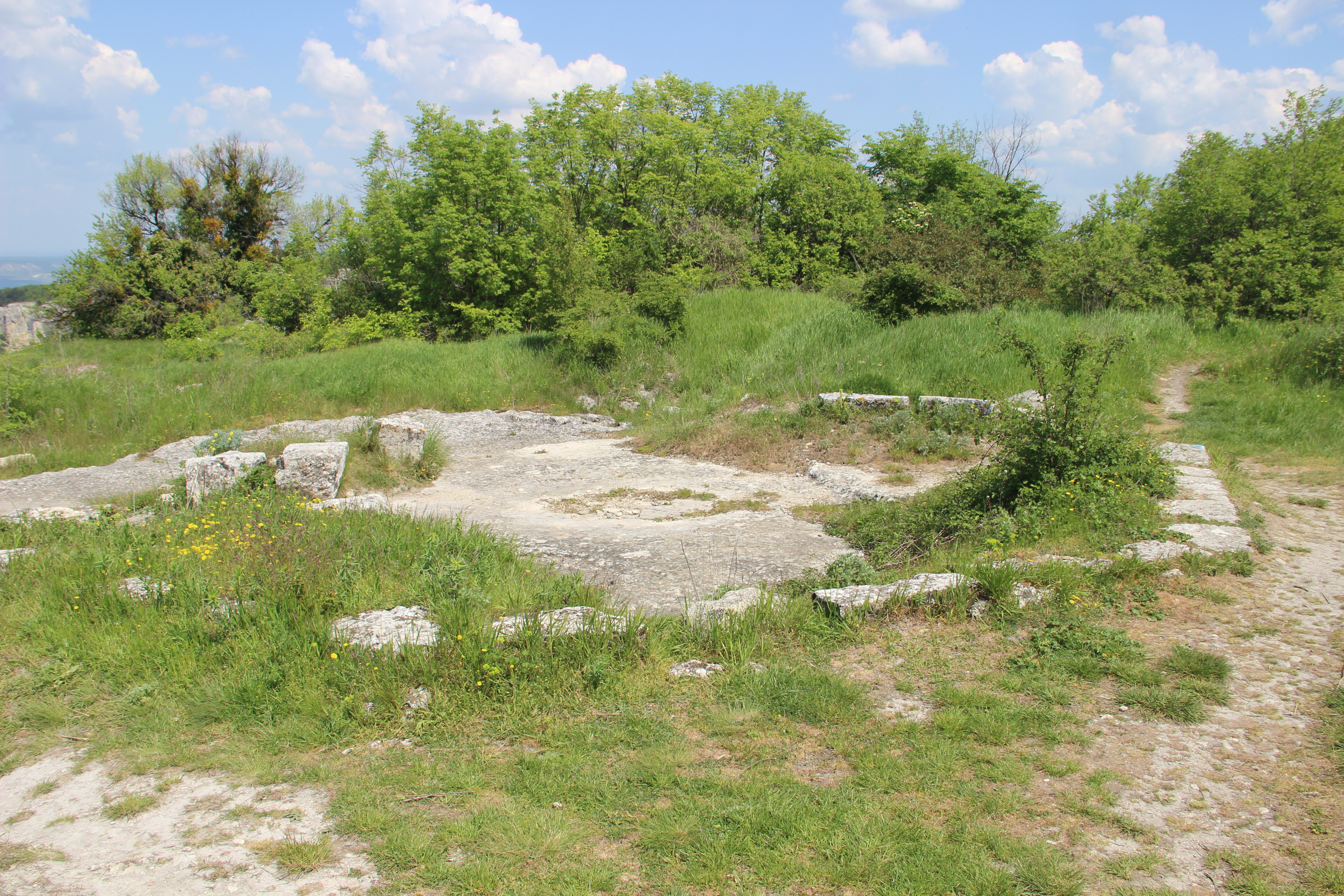
Ruines de l'église octogonale classées[5],
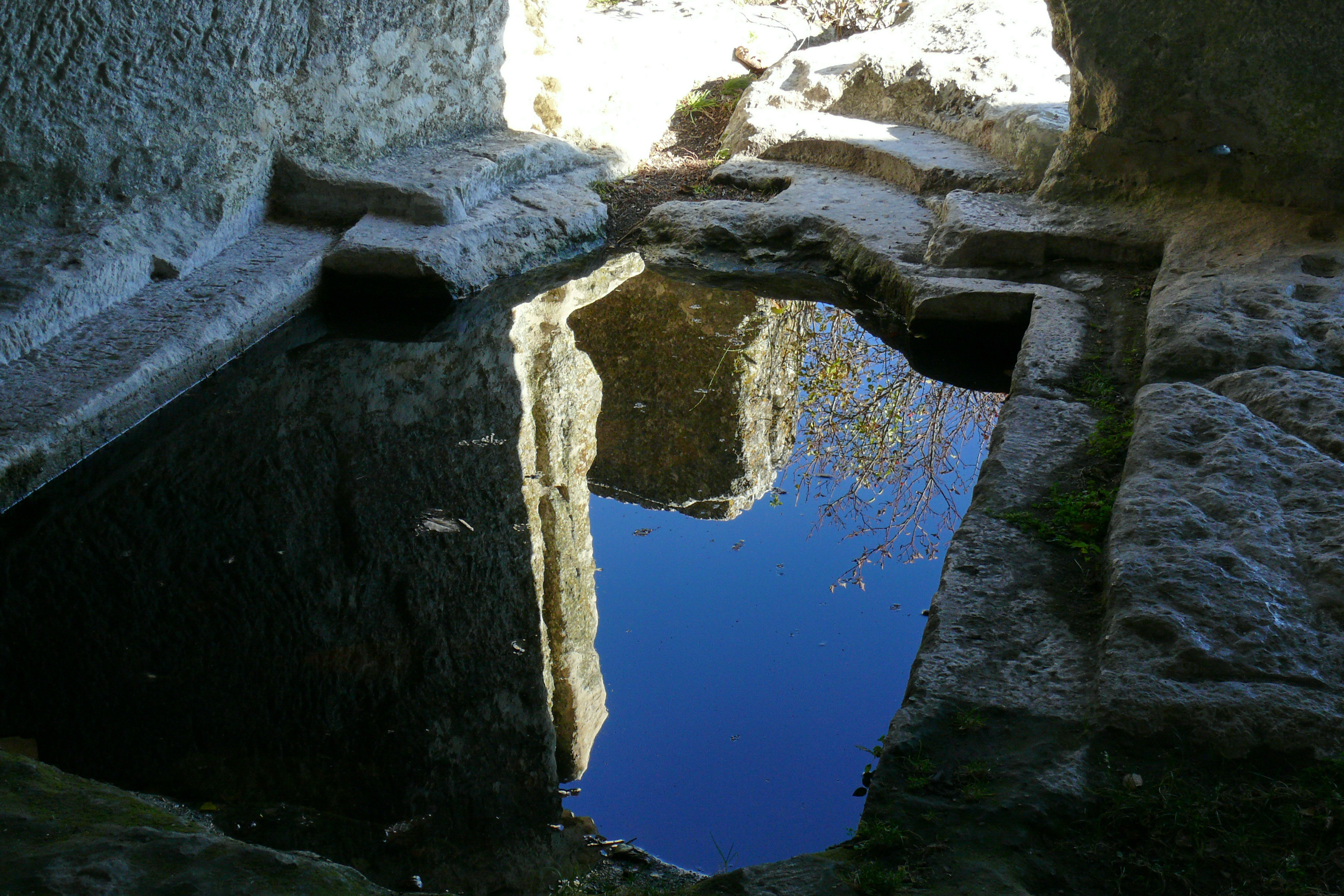
source du Monastère du cap Techkli-bouroun classé
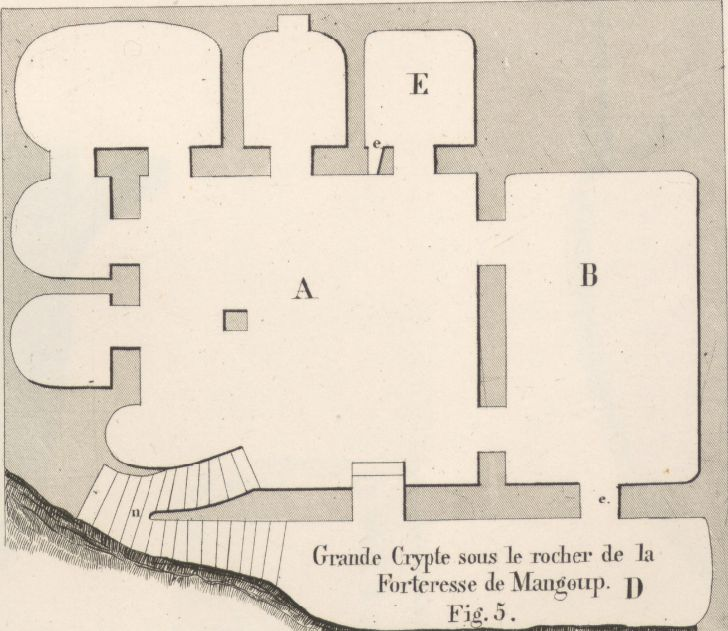
et sa crypte par Frédéric DuBois de Montperreux.